# Guttorm Sigurdsson
Guttorm Sigurdsson (1199 – 11. srpna 1204) byl krátce norský král v roce 1204.
Byl synem Sigurda Lavarda, nejstaršího syna krále Sverre Sigurdssona. Sigurd Lavard zemřel v roce 1200 nebo 1201 ještě během vlády Sverreho. Po smrti krále Sverreho v roce 1202 se jeho nástupcem stal jeho mladší syn Haakon III., který však zemřel už 2. ledna 1204.
Guttorm se tedy po smrti svého strýce Haakona stal v pěti letech norským králem. Zdále se, že v době své smrti Haakon III. ovládal celé území Norska, nicméně po jeho smrti se někdy v první polovině roku 1204 objevil v oblasti Viken uchazeč o trůn z politické frakce bagler Erling Steinvegg. Toho podporoval i dánský král Valdemar II. Vítězný. Začala tak další fáze občanské války v Norsku (1204–1208).
Skutečným vůdcem politické frakce birkebeiner se však už den po zvolení Guttorma králem stal hrabě Haakon, synovec Sverre Sigurdssona. Guttorm a armáda birkebeinerů odplula do Nidarosu, kde byl Guttorm prohlášen norským králem. V srpnu toho roku však onemocněl a v pěti letech zemřel. Pohřbený je Nidaroském dómu.
Birkebeiner tedy neměli žádného přímého následníka Sverreho Sigurdssona na trůně (o existenci dalšího Sverreho vnuka Haakona se ještě nevědělo). Nakonec si však za vůdce vybrali Inge Bårdssona.